# Forsterita
La forsterita (Mg₂SiO₄) és un mineral de la classe dels silicats. És també el terme magnèsic de la sèrie isomorfa de l'olivina, l'altre, el terme fèrric, s'anomena faialita, la fórmula de la qual és Fe₂SiO₄. Entre ambdós extrems tenen lloc totes les composicions intermèdies sense que l'estructura del cristall se'n vegi gaire afectada. Forma part de la classe dels silicats, de la subclasse dels nesosilicats i del grup de l'olivina. Rep el nom del naturalista alemany Johann Forster.

## Classificació
Segons la classificació de Nickel-Strunz, la faialita pertany a «9.AC - Nesosilicats sense anions addicionals; cations en coordinació octaèdrica [6]» juntament amb els següents minerals: faialita, glaucocroïta, kirschsteinita, laihunita, liebenbergita, tefroïta, monticel·lita, brunogeierita, ringwoodita i chesnokovita.

## Característiques
Pel seu contingut en magnesi, la forsterita és més lleugera, de color més clar i amb menor índex de refracció que no pas la faialita, més rica en ferro. Tot i això la distinció entre ambdós termes no és pas fàcil sense recórrer a les anàlisis químiques. Per altra banda la forsterita o la faialita pures són rares, essent el més normal de trobar-ne composicions intermèdies, a què s'anomena olivina de forma genèrica. Olivina és el nom pel qual el públic general coneïx els minerals d'aquesta sèrie.
S'utilitza com a gemma, com a sorres refractàries i abrasives en la indústria i com a mena de magnesi.

## Peridota
La peridota és el nom que rep la varietat d'olivina apreciada com a gemma. És una pedra transparent de color verd groguenc, que difícilment es confon amb la maragda pel color verd més fosc d'aquesta darrera. Generalment la peridota és més rica en forsterita que no pas en faialita. El seu color és degut a la presència de ions de ferro. Per altra banda, la faialita, pel seu contingut molt més alt en ferro dona lloc a uns espècimens més foscos i menys atractius que no tenen ús com a pedra preciosa. El contingut en ferro de les peridotes més vistoses és del 15%. Pel que sembla la presència de crom i de níquel en quantitats traça contribueix a la coloració. Bona part de les forsterites més usades en gemmologia provenen de formacions basàltiques, tot i que també algunes tenen el seu origen en formacions de marbres metamòrfics.

## Formació i jaciments
La forsterita s'associa amb les roques ígnies i també s'ha trobat en alguns meteorits de ferro. El 2005 es va trobar també en la pols cometària portada a la Terra per la sonda Stardust i el telescopi espacial Spitzer la va localitzar en el disc de pols que es creu que envolta l'estrella HD 69830. Sovint es troba en roques ígnies ultramàfiques i en marbres dolomítics.
A Catalunya s'ha descrit al volcà de Sant Corneli de Fogars de la Selva (Maresme, Barcelona), a les pedreres de Gualba (Vallès Occidental, Barcelona), al volcà Croscat d'Olot (Garrotxa, Girona) i al meteorit de Nulles (Alt Camp, Lleida).